# Holland női kézilabda-válogatott
A holland női kézilabda-válogatott Hollandia nemzeti csapata, amelyet a Holland Kézilabda-szövetség irányít. A legjobb helyezésük Európa-bajnokságon egy nyolcadik helyezés. Nyári olimpián először 2016-ban vettek részt, ahol bejutottak ugyan az elődöntőbe, de érmet nem szereztek, a negyedik helyen végeztek. Történetük első érmét, egy ezüstöt a 2015-ös világbajnokságon nyerték, amit 2016-ban az Európa-bajnokságon újabb ezüsttel toldottak meg. 2019-ben megnyerték a világbajnokságot.

## Részvételei

### Nyári olimpiai játékok
- 2016: 4. hely
- 2020: 5. hely
- 2024: 5. hely

### Világbajnokság
- 1971: 8. hely
- 1973: 12. hely
- 1978: 9. hely
- 1986: 10. hely
- 1999: 10. hely
- 2001: 14. hely
- 2005: 5. hely
- 2011: 15. hely
- 2013: 13. hely
- 2015:  Ezüst
- 2017:  Bronz
- 2019:  Arany
- 2021: 9. hely
- 2023: 5. hely
- 2025: Kijutott, mint társrendező

### Európa-bajnokság
- 1998 : 10. hely
- 2002 : 14. hely
- 2006 : 15. hely
- 2010 : 8. hely
- 2014 : 7. hely
- 2016 :  Ezüst
- 2018:  Bronz
- 2020: 6. hely
- 2022: 6. hely
- 2024: 6. hely

## Szövetségi kapitányok
- Henk Groener  (–2016)
- Helle Thomsen  (2016–2018)
- Emmanuel Mayonnade  (2019–2021)[2]
- Monique Tijsterman  (2021)[3]
- Ricardo Clarijs  (2022)
- Per Johansson  (2022–2024)[4]
- Henrik Signell  (2024–)[5]

## A2024-es Európa-bajnokságranevezett keret
| #  | név                     | poszt         | születési hely | jelenlegi klubja    |
| -- | ----------------------- | ------------- | -------------- | ------------------- |
| 6  | Laura van der Heijden   | jobbátlövő    | Amersfoort     | Chambray Touraine   |
| 8  | Lois Abbingh            | balátlövő (c) | Groningen      | Vipers Kristiansand |
| 9  | Larissa Nüsser          | irányító      | Born           | Vipers Kristiansand |
| 10 | Isa Ternede             | balátlövő     | Diemen         | Buxtehuder SV       |
| 12 | Bo van Wetering         | balszélső     | Heerhugowaard  | Győri Audi ETO      |
| 14 | Judith van der Helm     | balátlövő     | Delft          | VOC Amsterdam       |
| 16 | Tamara Haggerty         | beálló        | Haarlem        | Debreceni VSC       |
| 17 | Kim Molenaar            | balátlövő     | Amszterdam     | København Håndbold  |
| 19 | Merel Freriks           | beálló        | Hoofddorp      | Vipers Kristiansand |
| 20 | Inger Smits             | irányító      | Geleen         | CSM București       |
| 22 | Zoë Sprengers           | balszélső     | Haarlem        | Nykøbing Falster HK |
| 24 | Romee Maarschalkerweerd | beálló        | Amszterdam     | Horsens HK          |
| 26 | Angela Malestein        | jobbszélső    | Spakenburg     | Ferencvárosi TC     |
| 29 | Sarah Dekker            | jobbszélső    | De Goorn       | HSG Bensheim        |
| 30 | Rinka Duijndam          | kapus         | Wateringen     | Rapid București     |
| 38 | Yara ten Holte          | kapus         | Amszterdam     | Odense Håndbold     |
| 48 | Dione Housheer          | jobbátlövő    | Gendringen     | Győri Audi ETO      |